# Löcknitz (Elba)
Il Löcknitz è un fiume tedesco, lungo circa 66 km, che scorre nei Lander del Meclemburgo-Pomerania Anteriore, Brandeburgo e Bassa Sassonia. È un affluente di destra del fiume Elba. 460 km2 del suo bacino su 937 si trovano nel Brandeburgo.

## Corso
Il Löcknitz nasce nel territorio del Meclemburgo-Pomerani Anteriore, circondario di Ludwigslust-Parchim. Le sue sorgenti si trovano nel territorio del comune di Ziegendorf, sul versante occidentale delle alture delle Ruhner Berge. Di là essa scorre verso sud ed all'altezza di Balow riceve le acque del torrente Brandsöhler Bach. Nella località di Streesow, ex comune indipendente, ora frazione di Karstädt, accoglie le acque del Tarnitz. Qui attraversa il confine del Brandeburgo e poco dopo accoglie le acque dell'affluente alla sinistra orografica Karwe.

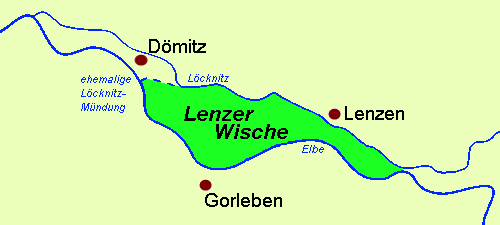
Il Lenzer Wische fra i fiumi Elba e Löcknitz

Da Karstädt il Löcknitz acquista una larghezza da 10 a 14 m ed una profondità media da 0,7 ad 1,3 m. Da Bernheide scorre ad est della Schmaldiemen e quindi piega verso ovest scorrendo per qualche chilometro parallelamente all'Elba fino alla piccola città di Lenzen. A Baekern il fiume raggiunge già una larghezza fino a 70 m ed una profondità di 4. Presso Seedorf affluisce l'Antica Elde. Nel prosieguo del suo corso il Löcknitz delimita il Lenzer Wische, zona umida nel territorio comunale di Lenzerwische, compreso fra il corso del Löcknitz e quello dell'Elba, frequentemente inondato dai due fiumi nel corso della storia. Ad 1,5 km da Polz e per un breve tratto, il fiume segna il confine fra i Länder del Meclemburgo-Pomerania Anteriore e del Brandeburgo. Fino al 1973 sfociava nell'Elba presso Klein Schmölen.
Per mutare la sua immissione nell'Elba, che aveva qui un salto abbastanza elevato, con lo scopo di migliorare la situazione nei casi di esondazione, il corso del Löcknitz è stato prolungato di circa 10 km. Questo Nuovo Löcknitz piega circa un chilometro prima del luogo precedente d'immissione nell'Elba e scorre ad ovest verso Dömitz. Qui, mediante il suo incanalamento in sotterranea, attraversa il canale della Elde e si trova poi a nord della città. A sei chilometri a nor ovest di quest'ultima, in località Wehningen, il Löcknitz sfocia nell'Elba.
In caso di piena di quest'ultimo uno sbarramento a difesa può venir chiuso impedendo che le acque dell'Elba si riversino nel Löcknitz.
Questo spostamento dello sfocio della Löcknitz ha fatto sì che essa si immetta nell'Elba in territorio della Bassa Sassonia.

## Storia
Fino al 1900 circa era prevista la confluenza dell'Antica Elde con il Löcknitz presso Seedorf.
Subito dopo questo tratto viene indicato come Nuova Löcknitz.

## Natura
Il Löcknitz è importante per il drenaggio e l'irrigazione della campagna circostante, ma anche per la protezione dell'ambiente naturale. Il corso inferiore del fiume si trova nell'area naturale protetta Löcknitztal-Altlauf. A Ziegendorf vi è la maggior popolazione di mitili di acqua dolce del Meclemburgo-Pomerania Anteriore. Nella valle del Löcknitz vivono diversi tipi di anfibi, uccelli, farfalle e libellule. Nelle zone del Gandower Schweineweide e del Lenzer Wische il fiume, insieme ai suoi affluenti e rami laterali, forma un sistema di acque con acquitrini e boschi fluviali, canneti palustri e banchi sabbiosi. Questo paesaggio offre rifugio a numerose specie animali quali castori, pipistrelli ed a diverse specie di uccelli rari quali ad esempio le aquile di mare, così come ad una gran varietà d'insetti. Per le lontre europee il fiume rappresenta un importante corso d'acqua di collegamento. La fauna ittica comprende breme, rutili, blicche, idi, tinche, carpe, lucci, trote, anguille, percidi e lucioperche.